# Ta Keo
Ta Keo – jedna ze świątyń kompleksu Angkor wpisanych wspólnie na listę światowego dziedzictwa UNESCO, ustanowionej na mocy Konwencji w sprawie ochrony światowego dziedzictwa kulturowego i naturalnego, przyjętej przez UNESCO w 1992 roku na 16 sesji w Santa Fe, Stany Zjednoczone Ameryki 7-14 grudnia. Uważana jest za najwspanialszy przykład świątyni góry w Angkor będącej symbolicznym przedstawieniem góry Meru. Usytuowana jest pomiędzy Angkor Thom, a Wschodnim Baray. Centralna oś świątyni biegnie ze wschodu na zachód, a prowadziła do niej 500 m grobla od Wschodniego Baray. Ta Keo była otoczona, obecnie już nieistniejącymi, fosami o wymiarach 225 na 195 metrów.

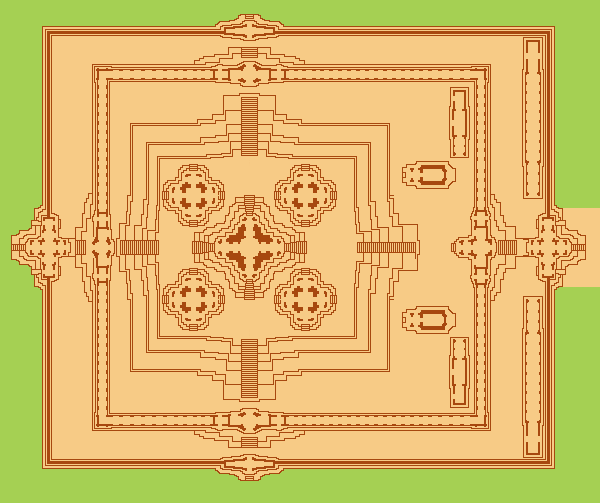
Plan świątyni Ta Keo

Budowa świątyni rozpoczęła się około roku 1000 za panowania Dżajawarmana V. Prace były kontynuowane za panowania Surjawarmana I i nigdy nie została ukończona. Powody zaprzestania dalszej budowy świątyni nie są znane. Jedna z hipotez, oparta na inskrypcji, mówi, że budowę przerwano po uderzeniu pioruna w świątynię, co uważano za bardzo zły znak.
Ta Keo to świątynia piramida składająca się z pięciu tarasów o wysokości 22 m, osiągająca całkowitą wysokość prawi 50 m nad poziom gruntu. Pierwsze dwa tworzą zewnętrzne dziedzińce, największy ma wymiary 120 na 100 m i otoczony jest murem, drugi galerią, pozostałe trzy zbudowane na podstawie kawdratu, są podstawą dla kwinkunksu głównych świątyń. Do świątyni prowadzą cztery wejścia poprzez gopury. Na wschodniej gopurze zachowały się inskrypcje z 1007 roku odnoszące się do darowizn przekazanych świątyni. Są to najmłodsze zachowane, a może istniejące, inskrypcje wskazujące na konkretną datę z historii świątyni. 
Główne wejście do świątyni znajduje się od wschodu, prowadzi poprzez fosę brukowaną groblą, na jej początku znajdują się rzeźby dwóch kamiennych lwów w stylu bajonu.
Trzy poziomy tworzące centralną piramidę mają całkowitą wysokość 14 m. Główna platforma jest kwadratem o bokach 47 m i w większości jest zajęta przez kwinkunks niedokończonych wież. Cztery narożne świątynie postawione są na cokołach o wysokości 80 cm, natomiast główna centralna świątynia zbudowana jest na podeście podniesionymo 4 metry ponad poziom ostatniej platformy. Wewnątrz centralnej świątyni znajduje się pomieszczenie o wymiarach 4 m na 3,5 m, którego ściany są starannie wyłożone kamieniami bez zdobień z wyjątkiem rzeźbionym gzymsów.